# استفان آنتیگا
استفان آنتیگا (به فرانسوی: Stéphane Antiga) (زاده ۳ فوریه ۱۹۷۶ در سورن) بازیکن سابق و مربی فعلی والیبال اهل فرانسه است.
آنتیگا از سال ۱۹۹۸ تا ۲۰۱۰ عضو تیم ملی فرانسه بود. او مدال برنز قهرمانی جهان ۲۰۰۲ را با تیم ملی فرانسه در آرژانتین به دست آورد و همچنین دو قهرمانی اروپا ۲۰۰۳ و ۲۰۰۹ و یک نایب قهرمانی لیگ جهانی ۲۰۰۶ مسکو از دیگر دست‌آوردهای او با فرانسه به عنوان بازیکن است. استفان ۳۰۰ بازی ملی را در کارنامه دارد. آنتیگا در رده باشگاهی نیز در باشگاه‌های پاریس، کونئو، مایورکا، اسکرا بلچاتوف و دلکتا عضویت داشته است و توانسه دو مدال نقره قهرمانی باشگاه‌های جهان در سال ۲۰۰۹ و ۲۰۱۰، یک قهرمانی در لیگ قهرمانان والیبال اروپا ۲۰۰۱، چندین قهرمانی در لیگ اسپانیا، لهستان و فرانسه را به همراه تیم‌های باشگاهی خود به دست آورد.

## سرمربی
آنتیگا در اکتبر ۲۰۱۳ قرارداد سه ساله‌ای را با تیم ملی والیبال لهستان به امضا رساند و جایگزین آناستازی شد. آنتیگا در اولین دوره مربیگری خود سمت بزرگی را به دست گرفت و در اولین گام خود در لیگ جهانی ۲۰۱۴ نتوانست موفق شود و لهستان از مرحله گروهی رقابت‌ها حذف شد. قهرمانی جهان ۲۰۱۴ دومین گام آنتیگا در سمت سرمربی تیم ملی لهستان بود، او با اقتدار و فقط با یک شکست تیم خود را به مرحله سوم رساند و با شکست دادن آلمان در مرحله نیمه نهایی، فینالیست شد. آنتیگا در مقابل رزنده قرار گرفت و توانست شبی تاریخی را برای مردم لهستان رقم بزند، او توانست ۳ بر ۱ برزیل و رزنده را مغلوب کند و جام قهرمانی جهان را در جام هجدهم بعد از ۴۰ سال به لهستان برگرداند. وی در سال ۲۰۱۷ با یک قرارداد چهارساله هدایت تیم ملی کانادا را بر عهده گرفت و در لیگ جهانی سال ۲۰۱۷ توانست برای نخستین بار تیم کانادا را صاحب مدال برنز این رقابت ها کند.